# Lingwistyka kryminalistyczna
Lingwistyka kryminalistyczna (językoznawstwo kryminalistyczne, językoznawstwo sądowe, ang. forensic linguistics) – subdyscyplina językoznawstwa stosowanego, której celem jest wykorzystanie wiedzy językoznawczej do wykonywania prawa.
Do obszarów badawczych subdyscypliny należą:
1) analiza komunikacji językowej między obywatelami a przedstawicielami organów ścigania i wymiaru sprawiedliwości (m.in. dyskurs sali sądowej, przesłuchania policyjne i sądowe, negocjacje kryzysowe),
2) analiza materiału dowodowego na potrzeby postępowań sądowych (m.in. identyfikacja autorstwa tekstów anonimowych, ustalanie treści i funkcji komunikatu językowego).